# معزز صاروخ

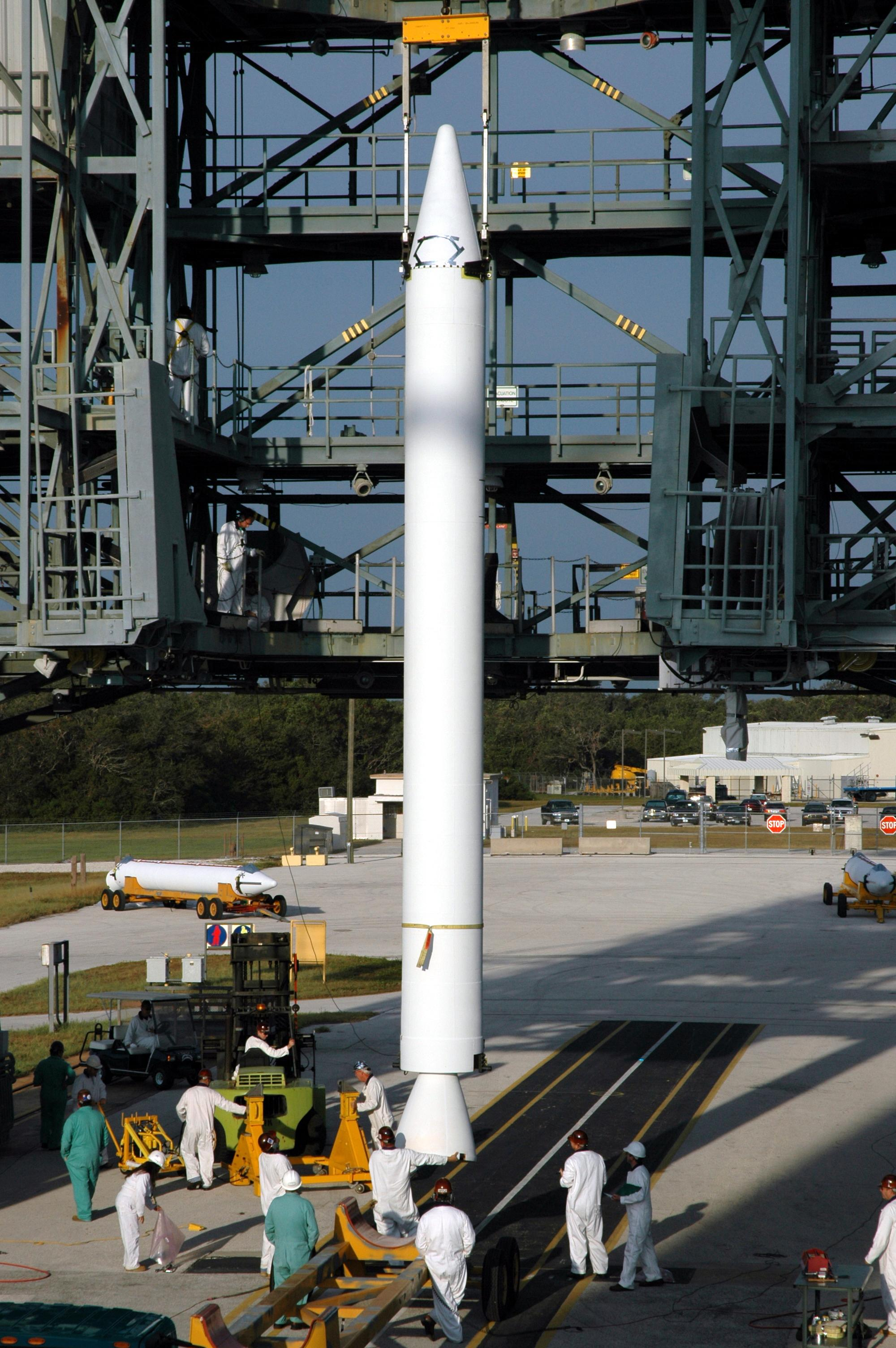

المعزز في الطيران الفضائي قد يشير إلى مركبة إطلاق يستخدم في إطلاق لمركبات الفضائية أو صاروخ يتم تثبيته لمساعدة المركبة في الدفع. يستخدم المعزز أيضا من قبل عدة صواريخ موجهة عند الإطلاق لكي تصل إلى سرعة الطيران في أسرع وقت ممكن. أما في الطيران فيستخدم المعزز لإطلاق الطائرات بسرعة باستخدام مسافة إقلاع أقل من المعتاد، ويعرف هذا النظام بالإقلاع بمساعدة الوقود النفاثة.